# Edmond Robert Hubert Regout
Edmond Robert Hubert Regout (Maastricht, 4 juni 1863 - 's-Gravenhage, 18 januari 1913) was een Nederlands politicus.

## Biografische schets
Robert Regout was een telg uit de bekende Maastrichtse ondernemersfamilie Regout. Hij was een zoon van Hubert Gérard Louis (Louis I) Regout (1832-1905) en Theresia Hubertina Berger (1829-1899).
Robert Regout studeerde rechten aan de Universiteit van Amsterdam, waar hij in 1886 promoveerde op een studie over faillissementsbeheer. In 1888 werd hij benoemd op het Openbaar Ministerie bij het kantongerecht in Roermond, in 1893 werd hij substituut-officier van justitie bij de rechtbank in Amsterdam. In 1903 werd hij officier van justitie in Roermond. Van 1905-1910 was hij Tweede Kamerlid voor het district Helmond, waarvoor hij met zijn echtgenote naar Den Haag verhuisde.
In 1910 werd hij minister van Justitie in het kabinet-Heemskerk, nadat zijn voorganger Nelissen zijn functie om gezondheidsredenen had moeten opgeven. Hij was tegelijkertijd minister met zijn broer Louis Hubert Willem (Louis II) Regout, die minister van Waterstaat was in hetzelfde kabinet. Robert Regout overleed plotseling aan een hartverlamming tijdens zijn ministerschap. Hij werd opgevolgd door Theo Heemskerk (ad interim).
Edmond Robert Hubert Regout trad op 10 januari 1889 te Amsterdam in het huwelijk met Catharina Monica Maria van Sonsbeeck (1860-1942), dochter van het Amsterdamse gemeenteraadslid Paul Willem van Sonsbeeck (1825-1884) en Suzanne Feyens (1835-1919), en een zuster van Willem van Sonsbeeck (1877-1969), en burgemeesters Bernard Joseph Balthasar van Sonsbeeck (1864-1907) en Paul Joseph Marie van Sonsbeeck (1881-1950). Het echtpaar had geen kinderen.

## Nalatenschap
In zijn functie als minister van Justitie en lid van de Staatscommissie Herziening Wetboek van Strafvordering bracht Robert Regout in 1911 de Zedelijkheidswet tot stand, waarin onder andere pornografie (Wetboek van Strafrecht artikel 240), homoseksuele relaties van volwassenen met minderjarigen (art. 248bis) en abortus (251bis) strenger bestraft, bordelen en overige exploitatie van prostitutie verboden (250bis), vrouwenhandel verboden (250ter), souteneurs strafbaar (432 lid 3º) en gokken verboden werden. Tijdens zijn ministerschap werd verder de basis gelegd voor de reclasseringswetgeving (KB van 24-12-1910, Stbl. 374) en de Auteurswet (1912).